# Skaly Juzhnye (Coatsland)
Skaly Juzhnye (englische Transkription von russisch Скалы Южные Skaly Juschnyje, deutsch ‚Südfelsen‘) ist ein Nunatak im ostantarktischen Coatsland. Er ragt als einer der Du-Toit-Nunatakker in den Read Mountains der Shackleton Range auf.
Russische Wissenschaftler benannten ihn.